# Kronenlaubsänger
Der Kronenlaubsänger (Phylloscopus coronatus) ist ein monotypischer Singvogel aus der Familie der Laubsängerartigen (Phylloscopidae). Er ist ein Brutvogel Ostasiens und eine seltene Ausnahmeerscheinung in Europa.

## Beschreibung

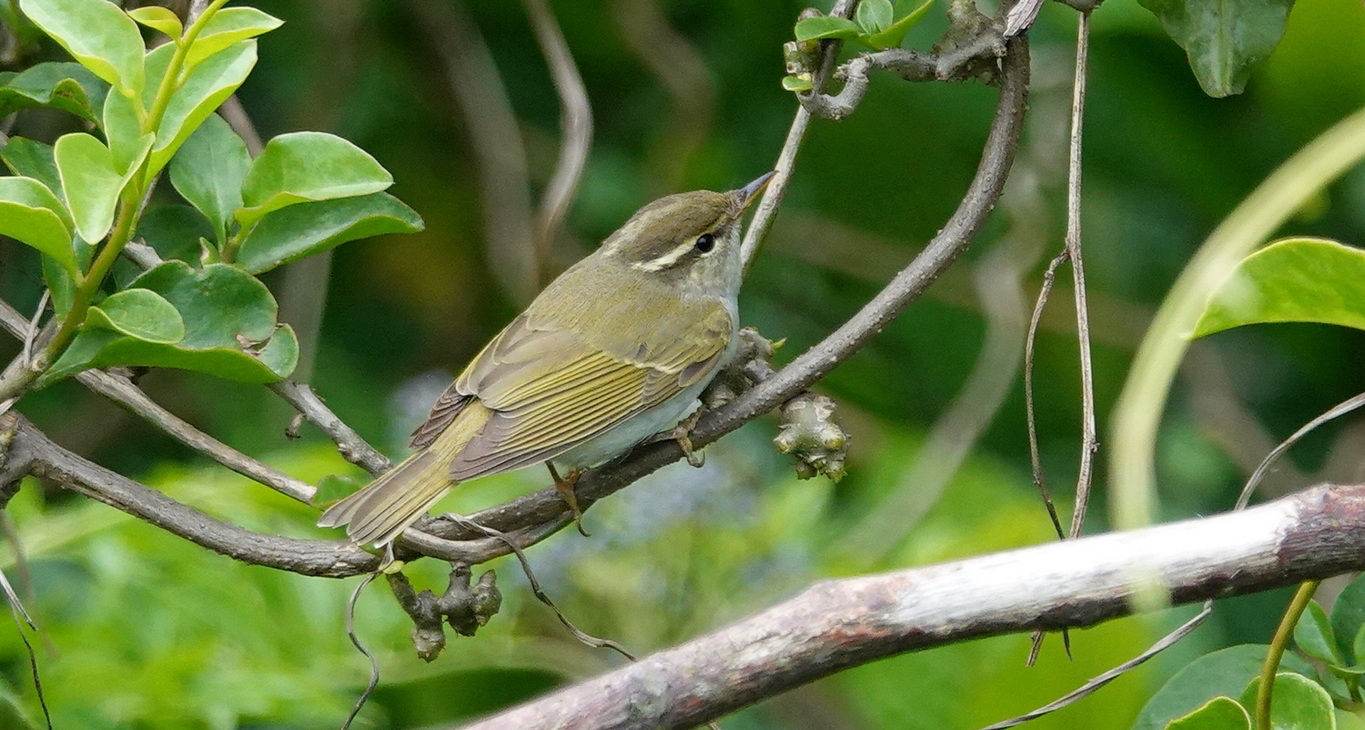
Kronenlaubsänger

### Aussehen
Der Wanderlaubsänger ist mit einer Größe von 11–12 cm und einem Gewicht von 8–10,5 g ein recht großer Laubsänger mit stämmigem Körperbau. Die Oberseite ist im frischen Gefieder satt olivgrün, sonst gräulicher gefärbt und die Unterseite ist weiß mit einigen schwachen gelben Streifen und olivfarbenen Flanken. Der Kopf ist sehr kontrastreich gefärbt: Er hat einen mattgelben oder olivgrünen Scheitelstreifen, der in Richtung Schnabel immer diffuser wird, einen markanten dunkelgrauen Scheitelseitenstreif, einen langen Überaugenstreif, der vor und über dem Auge recht schmal und von gelber Färbung ist und nach hinten hin breiter und farbloser wird, sowie einen breiten, dunkelgrauen Augenstreif. Die schmutzig-gelb gefärbten Wangen und Ohrdecken sind schwach gesprenkelt. Der Schnabel ist hell gefärbt und verhältnismäßig kräftig; die Iris ist dunkelbraun. Der Vogel verfügt über eine weiße bis gelbliche Flügelbinde, gelbe Unterschwanzdecken und einen schwach gegabelten, quadratischen Schwanz. Die Beine sind dunkelrosa bis grau oder von bräunlich-gelber Tönung.
Das abgenutzte Gefieder, welches von Juni bis Juli vor der Mauser getragen wird, ist insgesamt heller, insbesondere am Kopf. Die Handschwingen haben einen hellen Rand und kontrastieren mit der Oberseite; die Flügelbinde ist dünner und manchmal unterbrochen, sodass sie nur noch schwer zu sehen sein kann.
Jungvögel sind oberseits bräunlicher, fast ohne Grün, unterseits von einem stumpferen Weiß. Dabei haben sie einen gräulichen Überzug auf Kehle, Brust und Flanken. Die Unterschwanzdecken sind nicht so intensiv gelb und der Schwanz sowie die Flügelfedern sind frisch und unabgenutzt.

### Ähnliche Arten
Vom Wanderlaubsänger unterscheidet sich der Kronenlaubsänger durch das Vorhandensein eines Scheitelstreifs.
Es besteht außerdem Verwechslungsgefahr zum Grünlaubsänger. Der Kronenlaubsänger hat aber einen kräftigeren Schnabel, der oberseits von dunkelgrauer oder brauner Farbe ist, unterseits blassorange oder hellgelb gefärbt ist sowie keine dunkle Spitze hat.
Ebenfalls besteht eine große Ähnlichkeit zum Dachskopf-Laubsänger, dessen Überwinterungsgebiet sich mit dem des Kronenlaubsängers in Nordost-Indien überlappt. Der Kronenlaubsänger ist jedoch etwas kleiner und oberseits dunkler grün gefärbt. Zudem ist der Scheitelseitenstreif deutlicher ausgeprägt, der Scheitelstreif ist hingegen verwaschener als der des Dachskopf-Laubsängers. Weitere Unterscheidungsmerkmale sind das Vorhandensein nur einer Flügelbinde beim Kronenlaubsänger, die manchmal sehr dünn oder sogar gar nicht erkennbar ist, und der starke Kontrast zwischen den gelben Unterschwanzdecken und der sonst weißen Unterseite. Im abgetragenen Gefieder fällt beim Kronenlaubsänger außerdem der Kontrast zwischen heller Handschwingenumrandung und Oberseite auf, der beim Dachskopf-Laubsänger eher zu vernachlässigen ist.
Eine weitere ähnliche Art ist der Streifenkopf-Laubsänger, der aber etwas kleiner ist, meist zwei sichtbare Flügelbinden hat, über einen dünneren und kürzeren Schnabel verfügt und einen deutlicheren Scheitelstreif hat. Zudem haben Individuen östlicher Populationen eine gelblichere Unterseite, was allerdings kein verlässliches Merkmal ist, da in Winterquartieren auch westlichere Exemplare auftreten.
Der Weißschwanz-Laubsänger hat im Gegensatz zum Kronenlaubsänger einen fast schwarzen Scheitelseitenstreif, einen gelblicheren Überaugenstreif, zwei Flügelbinden, eine gelblichere Unterseite und einen dünneren, kürzeren Schnabel.

### Stimme
Der rhythmische Gesang, der nur in den Brutgebieten vorgetragen wird, ist kurz und durchdringend sowie recht variabel. Er besteht aus drei bis vier, seltener zwei klagenden, flüssig gebundenen Tönen, z. B. „pichu-pichu-si-si“ oder „tschiwi-tschiwi-tschiwi-tschiwi“. Dabei kann er dem Gesang der Tannenmeise oder der Sumpfmeise ähneln. Der Kontakt- und Warnruf ist ein weiches „phit-phit“, nicht so kratzend wie beim Wanderlaubsänger. Weitere Rufe sind ein pfeifendes „chiu“, das vom sehr ähnlichen Ruf des Ijimalaubsängers durch die größere Lautstärke und Bestimmtheit unterschieden werden kann, und ein kräftiges, nasales „dwii“.

## Verhalten
Der Kronenlaubsänger ist ein sehr aktiver und rastloser Vogel, der zwar nicht sehr scheu, aber trotzdem oft schwer zu entdecken ist. Die Nahrungssuche erfolgt in allen Vegetationsschichten vom Unterholz bis zu den Baumkronen. Dabei zeigt er oft ein fliegenschnäpperartiges Verhalten: Hat er von einer Warte ein Insekt erspäht, fliegt er dieses aus drei oder mehr Metern Entfernung an und landet anschließend an einem neuen Ausgangspunkt. In bewaldeten Gebieten schließt er sich häufig gemischten Trupps mit anderen Arten an, seltener auch mit Artgenossen; ansonsten ist er meist einzelgängerisch.
Es konnte keine interspezifische Konkurrenz mit dem Wanderlaubsänger beobachtet worden, was vermutlich an einem unterschiedlichen Nahrungsspektrum und einer anderen Form der Nahrungssuche liegt.

## Vorkommen und Lebensraum

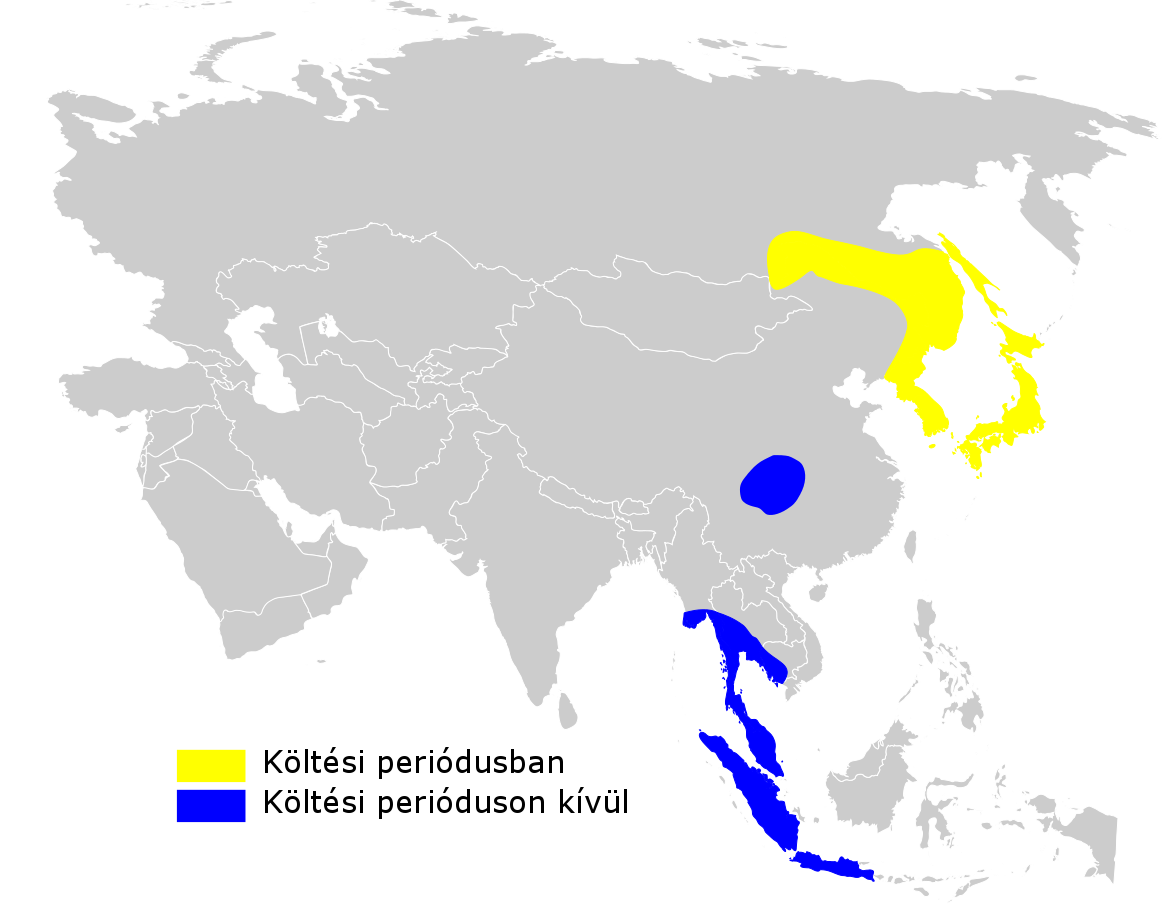
Verbreitung des Kronen-Laubsängers:
Brutgebiete
Überwinterungsgebiete

Der Kronenlaubsänger brütet in Südost-Russland, Nordost-China, der Koreanischen Halbinsel und Japan in Laub- und Mischwäldern der planaren und kollinen Höhenstufe auf bis zu 1300 m Höhe. Er ist ein Zugvogel und überwintert in Nordost-Indien, Zentral-China und Südostasien bis nach Java, wo er in verschiedensten Arten von Waldhabitaten wie Dschungel oder Mangroven anzutreffen ist. An der chinesischen Ostküste ist er ein häufiger und in Taiwan ein seltener Durchzügler; der Herbstzug findet früher und in kürzerer Zeitspanne als der des Wanderlaubsängers statt.
In Europa ist die Art ein seltener Irrgast. Hier wurde sie bislang insgesamt 13-mal in den Ländern Deutschland, Niederlande, Belgien, Frankreich, Großbritannien, Norwegen und Finnland nachgewiesen (Stand: 2018).

## Gefährdung
Die Art wird wegen des sehr großen Verbreitungsgebietes von etwa 7.330.000 km² und des stabilen Bestandes in der Roten Liste der IUCN als nicht gefährdet (Least Concern) eingestuft.